# باتريك سميث
باتريك سميث (بالإنجليزية: Patrick Smith)‏ (28 أغسطس 1963 بدنفر في الولايات المتحدة - 19 يونيو 2019) هو لاعب تايكوندو وملاكم كيك بوكسينغ ولاعب كاراتيه وفنان قتال مختلط وملاكم أمريكي.

## روابط خارجية
- باتريك سميث على موقع IMDb (الإنجليزية)
- باتريك سميث على موقع قاعدة بيانات الفيلم (الإنجليزية)
- باتريك سميث على موقع بوكس ريك (الإنجليزية) (registration required)
- باتريك سميث على موقع يو إف سي (الإنجليزية)
- باتريك سميث على موقع شيردوغ (الإنجليزية)
- باتريك سميث على موقع Tapology.com (الإنجليزية)